# Lipar
Lipar (en serbe cyrillique Липар) est une localité de Serbie située dans la province autonome de Voïvodine. Elle fait partie de la municipalité de Kula dans le district de Bačka occidentale. Au recensement de 2011, elle comptait 1 486 habitants.
Lipar est officiellement classé parmi les villages de Serbie.

## Démographie

### Évolution historique de la population
| 1948  | 1953  | 1961  | 1971  | 1981  | 1991  | 2002  | 2011  |
| ----- | ----- | ----- | ----- | ----- | ----- | ----- | ----- |
| 1 696 | 1 565 | 1 890 | 1 609 | 1 506 | 1 456 | 1 807 | 1 486 |

|  |